# Eulachnus nigricola
Eulachnus nigricola är en insektsart som först beskrevs av Pašek 1953.  Eulachnus nigricola ingår i släktet Eulachnus och familjen långrörsbladlöss. Inga underarter finns listade i Catalogue of Life.